# Muhammad Murajdża
Mohamed Meridja (ar. محمد مريجة; ur. 15 września 1960 w Algierze) – algierski judoka. Olimpijczyk z Seulu 1988, gdzie zajął dziewiętnaste miejsce wadze lekkiej.
Uczestnik mistrzostw świata w 1983 i 1987. Wygrał igrzyska afrykańskie w 1987. Brązowy medalista MŚ wojskowych w 1981 roku.

## Letnie Igrzyska Olimpijskie 1988
| Konkurencja | Eliminacje           | Klas. końcowa |
| Konkurencja | Przeciwnik I         | Miejsce       |
| ----------- | -------------------- | ------------- |
| 71 kg       | Joaquín Ruiz (ESP) P | 19.           |